# Pastor alemany
El pastor alemany és una de les races de gos més populars del món. Treballador nat, afectuós amb la família, excel·lent guardià, pacient i protector amb la canalla. Valentia, abnegació i fidelitat són tres virtuts que caracteritzen aquest gos pastor. També és conegut amb el nom de gos alsacià o gos policia (ja que la policia de molts països l'utilitzen per a diverses finalitats).

## Història
Els seus orígens es remunten a finals del segle xix, quan a Alemanya es va iniciar un programa de criança que va donar com a resultat el pastor alemany, exposat per primera vegada a Hannover (Alemanya) el 1882. Resultat de creuaments entre pastors de Turíngia i Württenberg, va ser creat per guardar i protegir els ramats d'ovelles dels llops. Maximilian von Stephanitz, capità de cavalleria de l'exèrcit alemany, és considerat el pare de la raça; sent el primer exemplar inscrit Horand von Grafath, un animal vigorós, de caràcter ferm, pelatge grisenc i aspecte de llop. Més tard, després de l'aparició de l'Associació d'Amics del Pastor Alemany el 1899, es va iniciar una selecció d'exemplars els creuaments dels quals van millorar tant l'aspecte psíquic com físic de l'animal. Actualment, aquesta raça no és només una de les més estimades i admirades pels amants dels gossos, sinó que les seves qualitats també li han permès treballar en col·laboració amb exèrcits i policies. De fet, els serveis prestats durant les dues guerres mundials li van donar un respecte i admiració universals.

## Característiques de la raça estàndard
Aspecte general: Robust i flexible, lleugerament allargassat i cos musculós. La seva noblesa natural i la seva seguretat inspiren respecte.
Alçada: entre 60 i 65 cm el mascle, i la femella entre 55cm i 60cm.
Pes: El mascle sobre els 30-40 kg, i la femella entre 22 i 32 kg.
Esperança de vida: de 13 a 15 anys.

### Generalitats
Pastor de vaques i ovelles amb un trot infatigable i una gran intel·ligència. Ha excel·lit en nombrosos treballs útils de l'home, com ara: guardià, gos guia, gos policia, gos de defensa, detector de drogues, etc. És un animal vigorós, àgil, ben musculat, despert i ple de vida, les seves proporcions físiques van amb relació a la seva aparença i temperament. Ha de ser un gos ben equilibrat, amb un desenvolupament harmoniós de les extremitats anteriors i posteriors.

### Cap

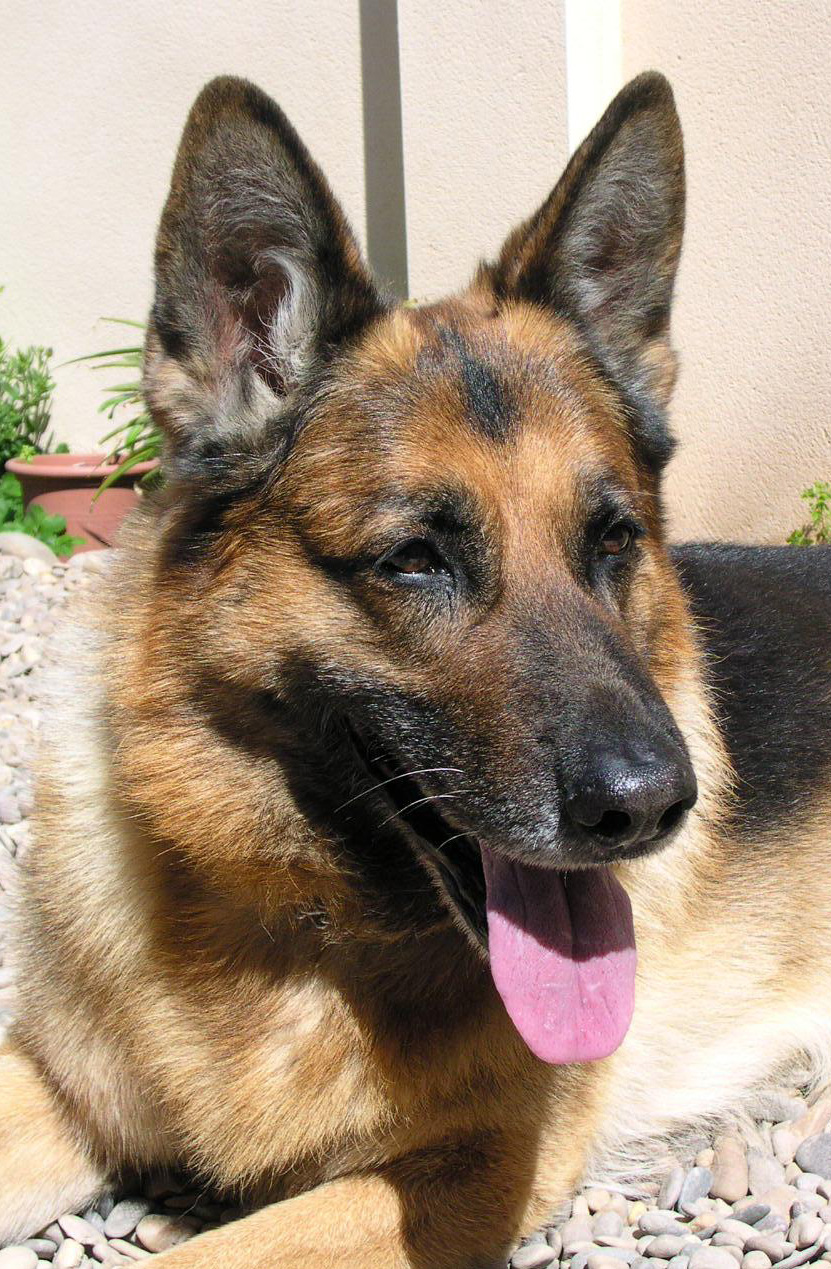
Pastor alemany mascle

Té forma de tascó i és en proporció a la llargada del llom (la seva llargada és un 40% de l'alçada de la creu), sense ser ni tosc i allargat. La seva aparença general ha de ser seca i moderadament ampla al mig de les orelles. Vist de cara i pels costats, el front és lleugerament arquejat i amb solc mitjà poc marcat o sense. La proporció entre la regió cranial i la facial ha de ser de 50% a 50%. L'amplada de la regió cranial és quasi igual que la seva llargada. Vist des de dalt, la regió cranial va disminuint uniformement des de les orelles fins al nas, deixant una depressió front-nasal no gaire notòria i inclinant-se al musell que té forma de tascó. Els maxil·lars superiors i inferiors estan fortament desenvolupats. El musell és recte, i qualsevol bony o clot és indesitjable. Els llavis, de color fosc, són ferms i ben adherits.

### Dentadura
La seva dentadura és forta, sana i completa (42 dents corresponents a la fórmula de dents). El pastor alemany té una mossegada de tisores, de manera que els incisius superiors cobreixen els inferiors en contacte estret. Una mossegada en pinça, un prognatisme superior o inferior així com grans espais entre les dents (llacunes) són faltes. L'alineament recte de tots els incisius és igualment defectuós. Els ossos maxil·lars i mandíbules han d'estar fortament desenvolupats de manera que les dents estiguin ben encaixades a l'arc dental.

### Musell
El musell ha de ser negre sense excepcions.

### Ulls
De mida mitjana, en forma d'ametlla, col·locats obliquament i mai sobresortits. El color ha de ser el més fosc possible. Els ulls clars són indesitjables, ja que afecten l'expressió del gos.
El principal problema és que s'embruten (sobretot si el gos viu a ciutat, a causa de la contaminació). Normalment, aquesta brutícia s'elimina en forma de lleganyes que se li poden netejar amb un drap humit. No s'ha de deixar que s'acumulin fins que al gos li molestin tant que se les intenti treure amb la pota.
Els gossos vells, o a causa d'alguna malaltia o lesió, pot ser que tinguin dificultats per mantenir la humitat dels ulls. En aquest cas convé fer una neteja regular consultant prèviament el veterinari perquè indiqui el producte adequat que s'ha d'utilitzar.

### Orelles
El pastor alemany té les orelles de mida mitjana, erectes, obertes cap endavant i uniformes (ni girades ni caigudes cap als costats). Són puntegudes amb el pavelló cap endavant. Les orelles doblegades o caigudes són considerades defectuoses. Les orelles tirades cap endarrere, en moviment o repòs, no són considerades com a falta.
Si s'hi acumula cera s'ha de treure acuradament, de la mateixa manera que ho faríem en una persona. En el cas del gos s'ha de fer amb molta més cura, ja que, per la forma de les orelles, si deixem anar les escates de cera cauran a l'interior podent-li danyar el conducte auditiu. Si no estem segurs de com fer-ho és millor deixar-ho a mans d'un professional. Una bona forma de netejar les orelles és amb una mica de cotó fluix humit amb vaselina líquida, sempre des de dins cap a fora i només el que es veu (mai s'ha d'arribar més endins perquè li podem fer mal).
S'ha de prestar una atenció especial als gossos de races que tenen les orelles caigudes perquè a part d'acumular la brutícia "normal", es poden convertir en nius de paràsits per la falta de ventilació.

### Coll
El coll és fort, musculat i sense papada. La seva angulació amb el cos (en posició horitzontal) és aproximadament de 45°.

### Cos
La línia superior corre sense interrupció des de la implantació del coll, sobre la creu ben definida, i sobre l'esquena molt lleugerament inclinada fins a la gropa, també una mica inclinada. L'esquena és ferma, forta i ben musculada. El llom és ample, fortament desenvolupat i ben musculat. La gropa ha de ser llarga, i lleugerament inclinada (aproximadament 23º de la línia horitzontal) i continuar cap a la línia de la cua sense interrompre la línia superior.

### Pit
Moderadament ample amb l'estèrnum el més llarg possible i ben notori. La profunditat del pit ha de tenir 45-48% de l'alçada de la creu. Les costelles han de ser moderadament arrodonides. El pit en forma de barril o pla es considera una falta.

### Cua
Arriba fins al tors, però sense sobrepassar la meitat del metatars. Té el pèl més llarg a la part inferior. En repòs, porta la cua penjant amb una lleugera corba. Quan el gos està en moviment o atenció, porta la cua més alta però sense sobrepassar la línia horitzontal. Es prohibeixen les operacions correctives.

### Ungles
El color de les ungles en un pastor alemany ha de ser sempre negre, sense excepcions. Qualsevol falta de pigmentació es considera indesitjable en un exemplar de competició.
Si el gos viu al camp, les ungles se li desgastaran de manera natural. En canvi, si viu a la ciutat és més complicat i el més probable és que li creixin fins al punt de ser molestes per a ell i per a les persones que viuen amb ell, i en el pitjor dels casos li dificulten el pas. En aquest cas, resultarà imprescindible tallar-les-hi, però és una feina molt delicada (no són com les de les persones), i per tant, és convenient anar al veterinari. En cas que es faci a casa, s'ha de fer amb un tallaungles especial per a gossos i només despuntar-les, ja que els gossos tenen irrigació fins a ¾ parts de l'ungla i en cas de tallar més el pot ferir. Si això passa, s'ha de tapar amb cotó fluix i alcohol durant una estona.

### Extremitats anteriors

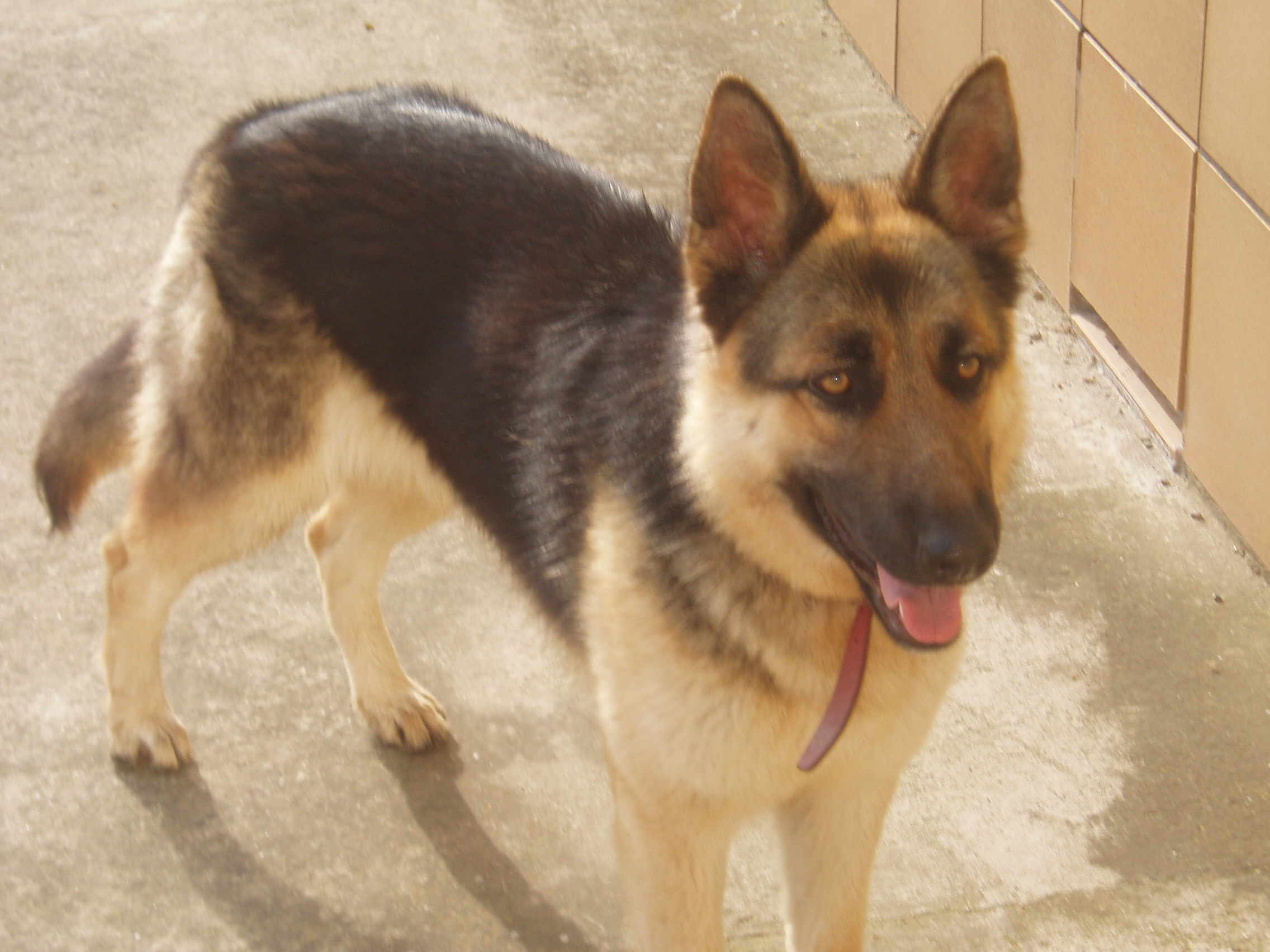
Femella de pastor alemany de dos anys

Vistes des de tots els costats, les extremitats anteriors són rectes. Vistes de cara són absolutament paral·leles. L'omòplat i el braç tenen la mateixa longitud i units al cos mitjançant una bona musculatura. L'angulació ideal entre l'omòplat i el braç és de 90°, però generalment és de 110º. Els colzes no han d'estar girats ni cap enfora ni cap endins quan el gos està en posició de repòs. Els avantbraços, vistos des de qualsevol costat, són rectes i paral·lels entre si, secs i ben musculats. El metacarp té una longitud d'aproximadament 1/3 de l'avantbraç i amb aquest forma una angulació d'aproximadament 20-22º. Un metacarp massa inclinat (més de 22º) o massa recte (menys de 20º) perjudica la capacitat de treball del gos, sobre tota la seva resistència. Els peus de davant són arrodonits, compactes i amb uns dits arquejats. Els coixinets han de ser ferms però no fràgils. Les ungles són fortes i fosques.

### Extremitats posteriors
La posició de les extremitats posteriors, vistes des de darrere, són paral·leles i lleugerament recollides. La cuixa i la cama són quasi de la mateixa longitud i formen un angle d'aproximadament 120º. Les cuixes són fortes i ben musculades. Els tarsos són forts i ferms. El metatars està en posició perpendicular sota del tars. Els peus de darrere són compactes i lleugerament arquejats. Els coixinets són durs i foscs; i les ungles fortes, arquejades i fosques.

## Atencions
S'ha de vigilar de forma regular la seva salut, sobretot durant els primers mesos de vida, ja que són propensos a agafar malalties com el moc. És una raça que necessita practicar exercici de manera continuada. Les sortides al camp, platja o muntanya són necessàries com a mínim dos cops al mes. D'aquesta manera, la seva musculatura forta es mantindrà en forma i reduirà la possibilitat de patir atrofies molt comunes en exemplars inactius, com la displàsia de malucs. Això també contribueix a preservar el seu equilibri físic, ja que és una raça especialment predisposada a patir trastorns temperamentals que, en casos extrems, degeneren a una neurosi. S'ha de tenir precaució amb la sobrealimentació, ja que és una raça que sempre té gana. Ha de tenir una dieta equilibrada a base d'aliment sec especial per a gossos, ja que pot patir problemes gàstrics, que mal tractats, poden degenerar a una diarrea crònica. És recomanable anar al veterinari un cop cada dos mesos per una revisió general. S'ha de raspallar cada dia el seu pèl perquè el conservi brillant i bonic.
És necessari una educació molt curosa. L'organisme que regula aquesta raça és el Verein für Deutsche Schäferhunde (SV) amb seu a Augsburg, Alemanya.

## Controvèrsia

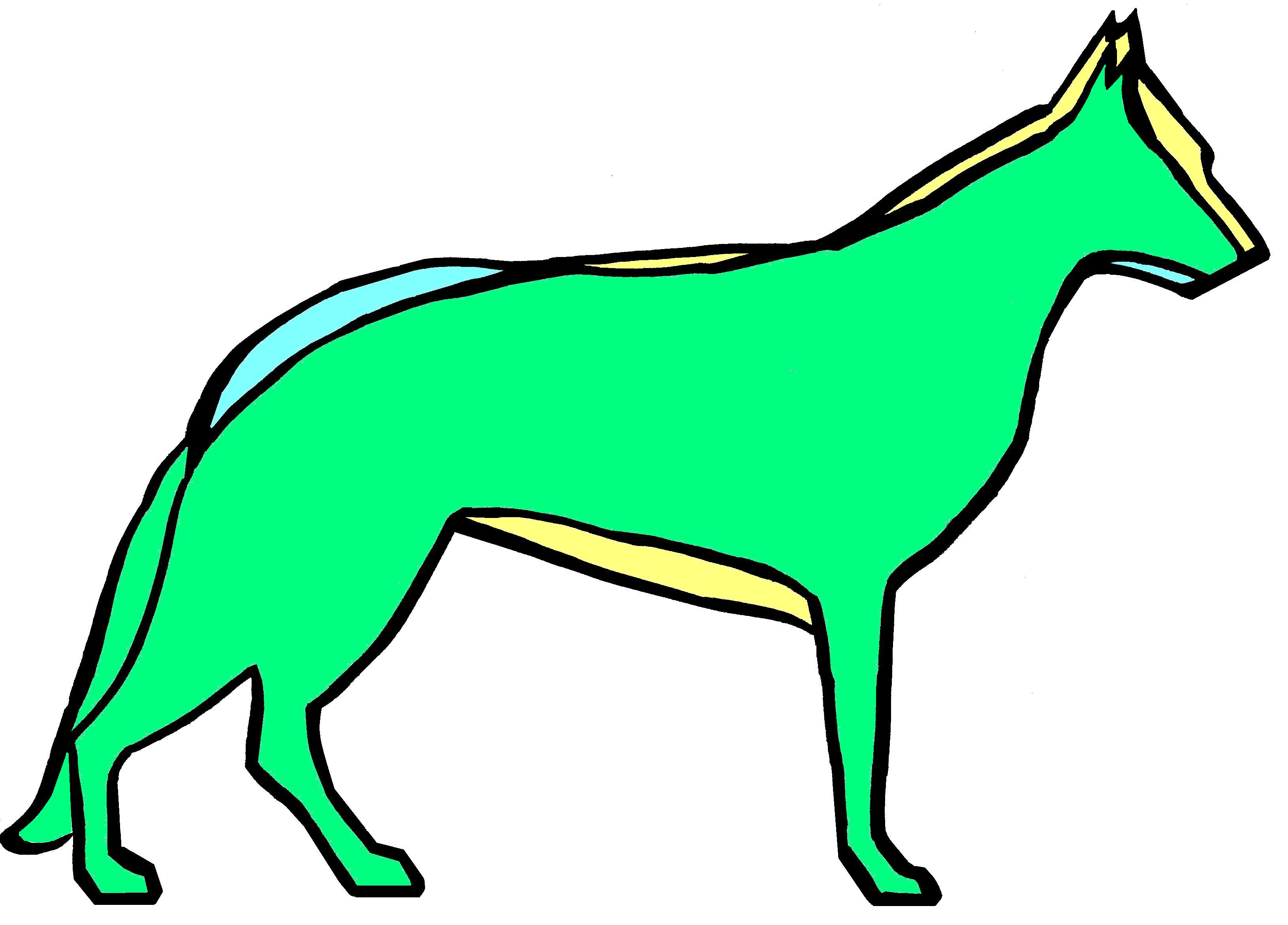
Comparativa de la forma original amb la forma actual. Blau:forma original, groc: forma actual, verd: zones que no han variat

L'aspecte actual de la raça, que prové del triatge en la criança durant anys, ha provocat que hi hagi defensors i detractors respecte al tema. Els avantatges evidents de la nova morfologia són una major força i potència, i una presència més imponent (important sobretot de cara a les feines de guardià i d'atac i defensa). També ha augmentat la mida mitjana dels exemplars. Els detractors creuen que precisament aquestes característiques el fan poc àgil i excessivament feixuc pels treballs dels cossos de seguretat i per al rescat, motiu pel qual se l'està substituint per altres races "cosines" i de característiques similars, com els pastors belgues malinois o els pastors holandesos. D'aquí que existeixin avui dos tipus de línies de cria del pastor alemany: les línies de bellesa, comercialitzades principalment entre particulars i professionals de les exposicions i dels concursos de bellesa canina (les més conegudes i populars avui dia) i les línies de treball, molt més esveltes, amb les potes del darrere força rectes i verticals.
La major controvèrsia però està en la inclinació de les potes de darrere i l'alt nivell de consanguinitat de molts exemplars de les línies de bellesa, que ha provocat problemes importants de salut en els animals, com l'hemofília i la displàsia congènita de les extremitats (que només s'arriba a resoldre parcialment mitjançant un seguit d'operacions d'alt cost i una llarga recuperació). La polèmica i les disputes les encapçala el Kennel Club anglès, que demana a nivell internacional el retorn a les directrius de cria del creador de la raça, Max von Stephanitz, qui cercava gossos sans i forts amb bones aptituds pel treball i bon caràcter, i qualsevol gos que presentés algun tipus de tara, tant de caràcter com física era immediatament enretirat de la cria. La polèmica va estendre's als mitjans de comunicació anglesos i al públic en general en emetre's un polèmic documental de la BBC de títol Pedigree Dogs Exposed ("Els gossos amb pedigrí posats en evidència"), sobre els defectes congènits i la propensió a les malalties dels gossos de raça, especialment els de les línies de bellesa, amb exemples reals de gossos que havien guanyat concursos. Al documental també s'afirmava que els detractors de les línies de bellesa del pastor alemany defineixen aquests gossos com a "mig gos, mig granota", un veterinari especialitzat en ortopèdia afirmava, mirant-se unes imatges d'uns pastors alemanys en un ring de bellesa (àrea d'una exposició o concurs de bellesa canina on es mostren els gossos als jutges), que "(aquells gossos) no eren normals".
Per combatre aquestes problemes de consanguinitat també es va crear el 1891 la Phylax Society amb la intenció de crear plans de desenvolupament estandarditzats per a races de autòctones de gossos a Alemanya. Alguns dels seus membres creien que els gossos s'havien de criar únicament amb finalitats de treball, mentre que altres creien que també per agility.
Arran del documental es van emprendre tres investigacions independents diferents sobre la salut i les malalties congènites dels gossos de raça. La primera, la va encarregar la RSPCA (Royal Society for the Prevention of Cruelty to Animals, la "Reial Societat per a la Prevenció de la Crueltat contra els Animals"), la segona la va demanar la Cambra dels Comuns del Regne Unit i la tercera Sir Patrick Bateson, un eminent biòleg anglès. Tots tres estudis van concloure que els mètodes de cria actuals representen un greu problema per a la salut dels animals i van proposar unes directrius per a corregir-los.

## Abans de comprar un gos d'aquest tipus
És evident que a Espanya hi ha excel·lents criadors, però en la majoria dels casos quan comprem el nostre cadell, sempre topem amb aquesta "excel·lent" persona que parla i parla obrint-se de braços i donant tota la confiança del món, mentalitzant-te que els seus gossos són els millors que hi ha, presumint dels seus excel·lents coneixements sobre la raça i convencente que pel simple fet de ser cadells inscrits en el "REAL CEPPA", i pel simple motiu de tenir els cadells al seu afix, ja costen del diner que et demana... i un cop realitzada la venda i començant els problemes amb el gos que hem comprat, és quan veritablement coneixem el criador i l'engany que ens va fer.
Abans de res s'ha de ser prudent, tota espera té la seva recompensa i en qüestió de comprar un gos no ens hem de precipitar. No es tracta de comprar unes sabates o uns pantalons que en el suposat cas de no agradar, o de sortir defectuos, els guardem i si escau els llencem o canviem, cosa que amb un gos no podem fer.

## Pastor Alemany Blanc

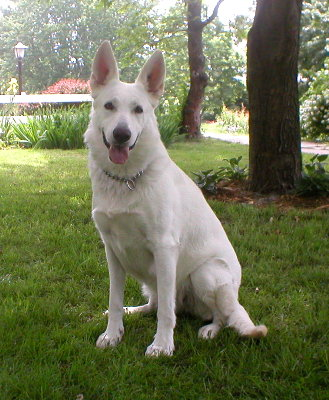
Pastor alemany blanc

Durant molts anys, els detractors del pastor alemany blanc han suggerit que el seu color deriva de l'albinisme. Res més lluny de la veritat. El seu color prové d'un gen recessiu simple, del qual ambdós pares han de ser portadors per continuar el color. Els ulls, nas, llavis, coixinets són absolutament negres, i està perfectament adaptat al treball sota el sol. La raça té una personalitat diferent, ja que els pastors blancs són més subtils, accessibles, calmats i menys agressius que el pastor normal. És equilibrat, però quan l'ocasió ho requereix, està alerta i impacient. És ideal com a company, guardià o gos pigall.
El gen recessiu per al pèl blanc va ser fixat a l'ADN del gos a finals del segle xix i a principis del s. XX el programa de criança alemany va utilitzar extensivament gossos "de color" que portaven el gen recessiu de "pèl blanc". L'avi matern de Horand von Grafrath, la primera entrada "SZ 1" al llibre dels sementals de SV, era un gos pastor alemany de pèl blanc anomenat Greif von Sparwasser.
El color blanc va ser tractat com a motiu de desqualificació de la conformació pel SV (club del pastor alemany d'Alemanya) el 1933 i pel club del gos de pastor alemany d'Amèrica (GSDCA) i del Canadà (GSDCC) a mitjans dels anys seixanta.
Avui dia i des del 26 de novembre del 2002, la FCI (Federació Cinològica Internacional) considera aquesta varietat com una altra raça, la del Gos de Pastor blanc suís (Weisser Schweizer Schäferhund), l'han inclòs en el grup 1, secció 1, igual que el pastor alemany, amb el número de raça 3.

## Antic gos de pastor alemany
Una variant de la raça segons alguns i una raça diferent segons altres, la FCI no l'ha reconeguda encara, però s'està estudiant incloure-la com una variant del pastor alemany. El seu nom original en alemany és Altdeutscher Schäferhund. Quan es van començar a triar els gossos de pastor d'Alemanya per a definir uns estàndards de raça, els avantpassats d'aquests gossos van formar part del grup triat. Mentre que els criadors establien i desenvolupaven els estàndards de bellesa i treball per a definir el "pastor alemany", molts pastors i pagesos alemanys van ignorar els criadors i van continuar triant els exemplars, a partir dels gossos originals, segons les seves capacitats de treball i sense seguir cap mena d'estàndard o de cànon estètic, l'"antic gos de pastor alemany" és el descendent d'aquests gossos.
Diversos clubs i associacions alemanyes n'han definit un estàndard de raça, la característica més important del qual és que ha de ser capaç de conduir ramats de bens i vaques. També se l'han inclòs en el grup dels "antics gossos de pasturatge alemanys", una sèrie de races de gossos de pastor alemanys no reconegudes internacionalment i que la Societat (Alemanya) per a la Conservació de Races d'Animals Domèstics Antigues i en Perill d'Extinció (Gesellschaft zur Erhaltung alter und gefährdeter Haustierrassen e.V. - GEH) considera en greu perill d'extinció.
Fotografies d'alguns d'aquests gossos:

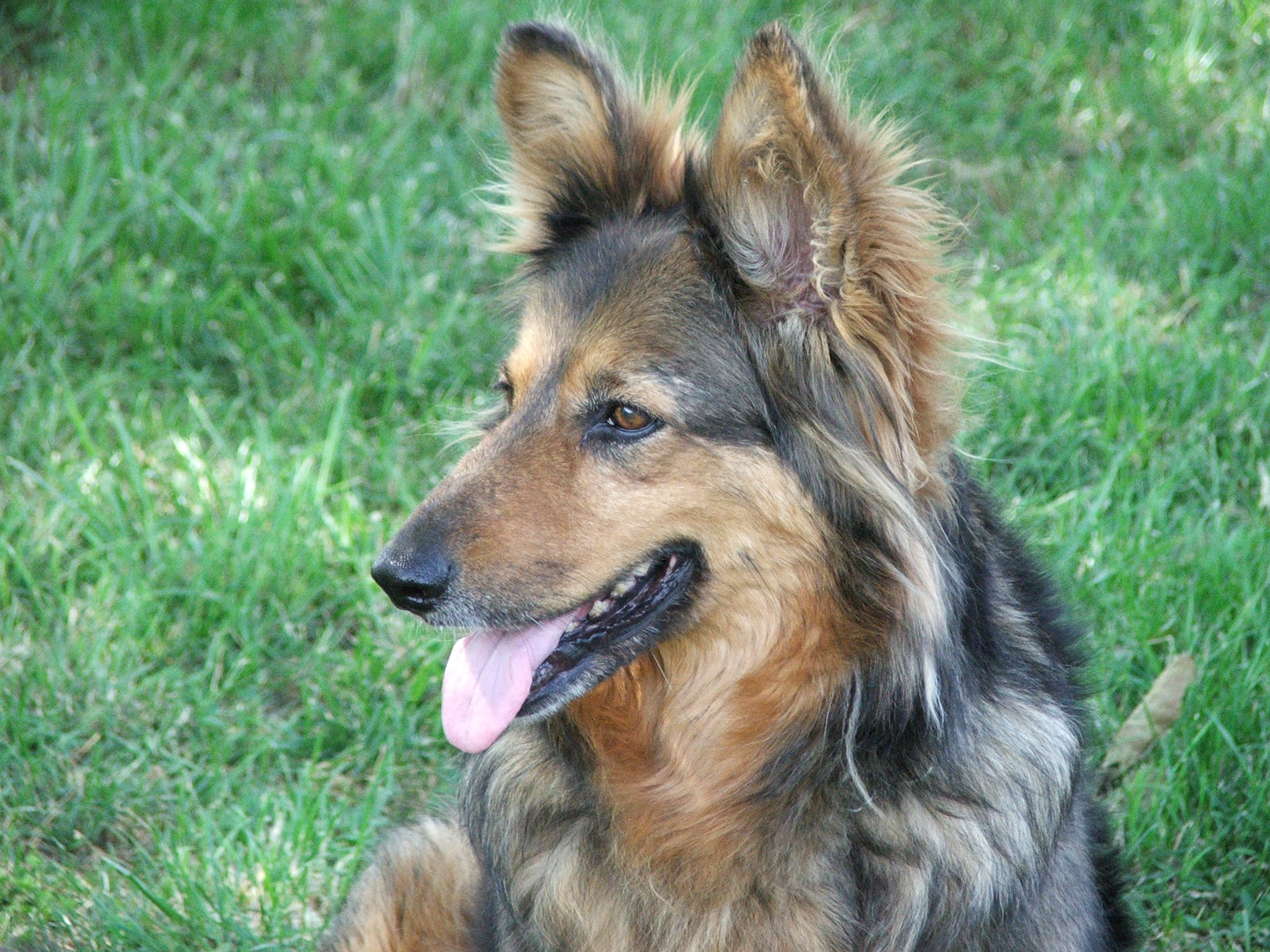
Antic gos de pastor alemany
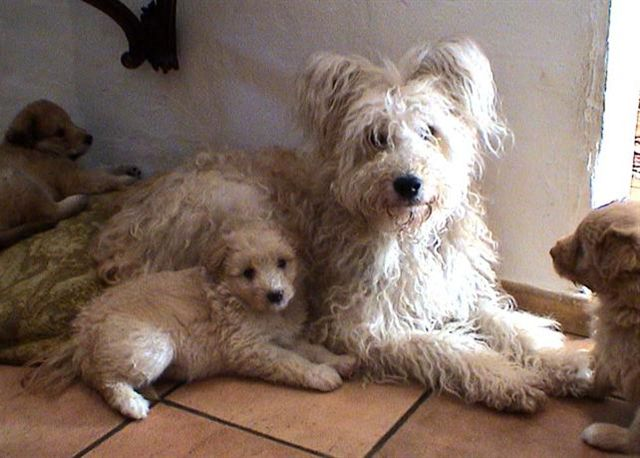
Gos d'aigua de pasturatge
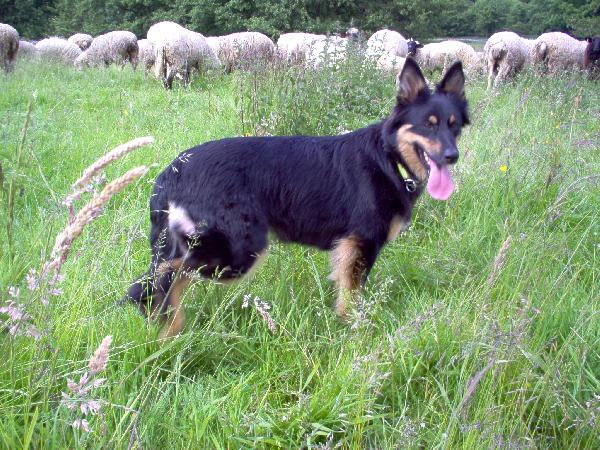
Pastor de galtes grogues
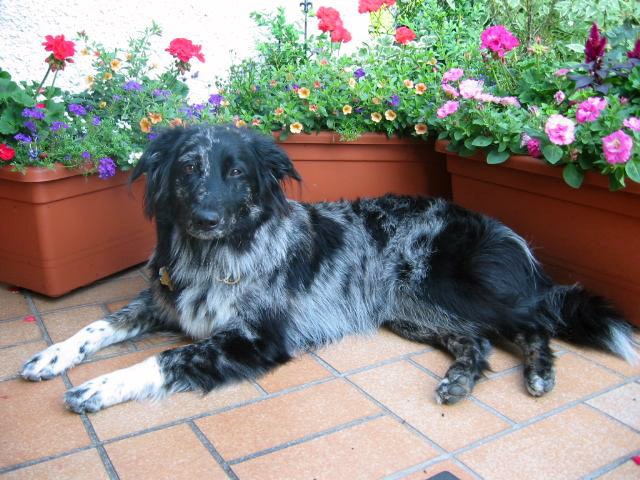
Tigre
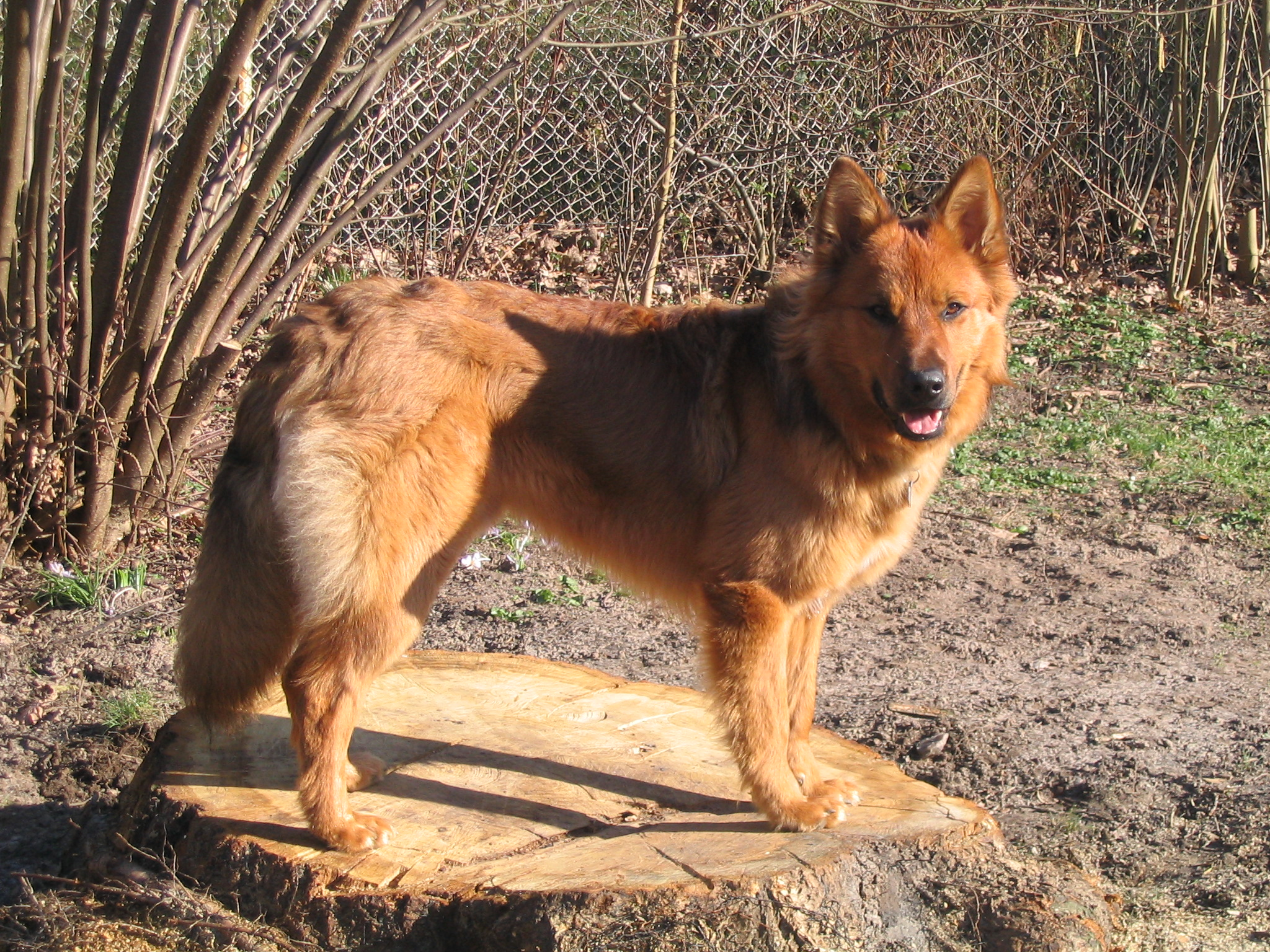
Guineu (n'existeixen diverses variants)
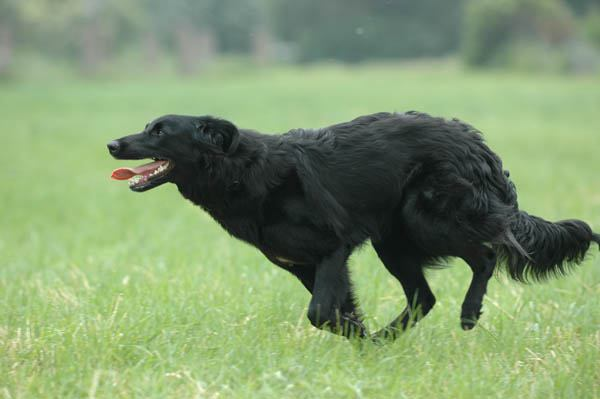
Negret
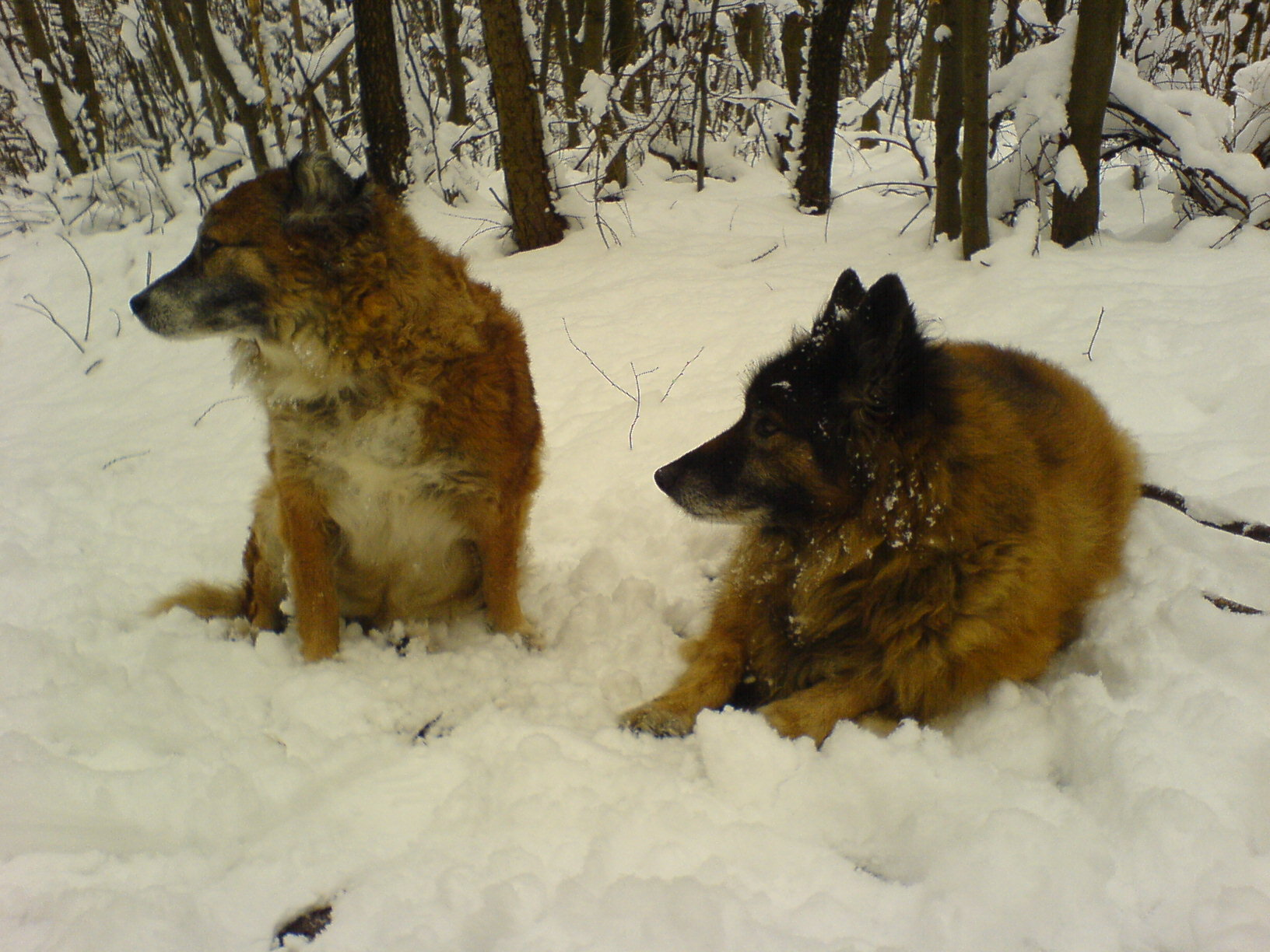
Gos boví

Avui dia, a vegades, l'antic gos de pastor alemany es comercialitza com a "pastor alemany de pèl llarg", que és un dels noms amb els quals s'intenta que es reconegui la raça (o variant).

## Exemplars cèlebres
- Rin Tin Tin
- Blondi
- Kommissar Rex
- Haunting Ground